# Dobytčí potok
Dobytčí potok – górski potok w Czechach, we wschodnich Karkonoszach, prawy dopływ Male Úpy o długości ok. 1,5 km.
Źródła, w postaci kilku drobnych potoczków, znajdują się na południowo-wschodnich zboczach Czarnej Kopy i na południe od schroniska Jelenka, na wysokości ok. 1250 m n.p.m. Dobytčí potok płynie wąską, głęboko wciętą doliną na południowy wschód, po czym łączy się z Soví potokem i razem wpadają do Male Úpy.
Dobytčí potok cały czas płynie na obszarze czeskiego Karkonoskiego Parku Narodowego (czes. Krkonošský národní park, KRNAP).